# バスク系アメリカ人
バスク系アメリカ人 (バスク語: euskal estatubatuarrak)は、バスク人の先祖を持つアメリカ人。2000年の国勢調査によると、57,793人のアメリカ人が部分的または完全にバスク系だったが、バスク系アメリカ人の正確な人数は100,000人に達する可能性がある。国勢調査によると57,793人のうち、41,811人は単にバスク系アメリカ人であると主張しており、9,296人はスペイン・バスクに起源を持つと主張しており、6,686人はフランス領バスクに起源を持つと主張している。州別の人口を見ると、カリフォルニア州（20,868人）、アイダホ州 （6,637人）、ネバダ州 （6,096人）、ワシントン州 （2,665人）、オレゴン州 （2,627人）の順であり、人口の多い州はアメリカ合衆国西部に集中している。

## 歴史

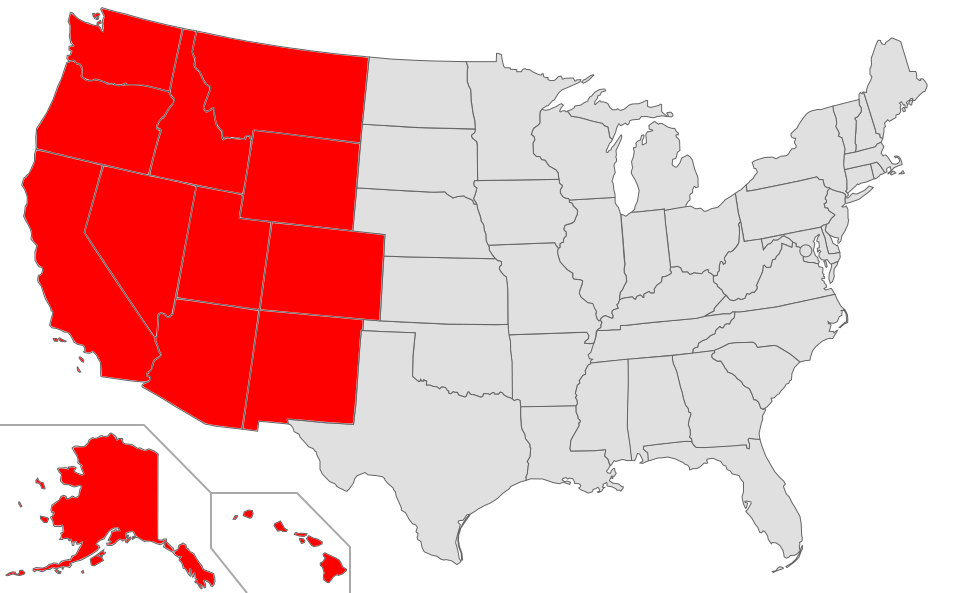
バスク系人が多いアメリカ合衆国西部

### 初期の歴史
バスク系アメリカ人でアイダホ州上院議員のピート・T・セナルサなどは、アメリカ合衆国憲法の一部にスペイン・バスクのビスカヤ地方のフエロ（地方特別法）の影響があると力説している。バスク地方とアメリカ合衆国の間に存在した歴史的なつながりに言及する際、何人かの著作家は、アメリカ合衆国第2代大統領のジョン・アダムズがバスク地方の歴史的政治形態を称賛したことを強調している。アダムズは1779年にヨーロッパに滞在し、古大陸において見られた様々な政治形態を研究し、比較した。アダムズはヨーロッパ滞在中にスペインのビスカヤ県を訪問して感銘を受け、『アメリカ諸法憲法擁護論』でバスク人を例示した。アメリカ合衆国憲法は1787年に独立13州によって承認されている。

### 移民と羊飼い
バスク人の移民がピークに達したのは、1830年代にスペイン内部で起こった第一次カルリスタ戦争後である。1860年代末にはカリフォルニア州北部のシエラネバダ山脈山麓で金が発見された。バスク人移民の子孫はこの地域にもっとも顕著に残っており、シエラネバダ山脈を挟んで反対側のネバダ州北部、さらに北のアイダホ州にも移動した。1848年の米墨戦争後には現在のカリフォルニア州、アリゾナ州、ニューメキシコ州がアメリカ合衆国に併合されたが、大西洋岸北西部に居住する数千人のスペイン系バスク人またはメキシコ系バスク人がいたと報じられている。1848年のゴールドラッシュはバスク地方に住む多くのバスク人を引きつけ、またすでに中南米に移住しているバスク人をもカリフォルニアに引きつけた。
1850年代までにはカウエンガ・バレー（今日のカリフォルニア州ロサンゼルス）で働いていたバスク人羊飼いもいた。1870年代、ロサンゼルスとインランド・エンパイアはスペイン、メキシコ、ラテンアメリカからの数千人ものバスク人を集めたが、アメリカ合衆国の国勢調査においてバスク人は例外的であるため、アメリカ合衆国南部におけるバスク人の人口は明らかにされていない。1880年代までに、バスク人移民はオレゴン州、ユタ州、モンタナ州、ワイオミング州にまで広がり、少ないながらもアリゾナ州、ニューメキシコ州、テキサス州にも広がった。1895年までに、約10,000人のアメリカ人がバスク系アメリカ人であると自己定義していた。
第二次世界大戦中には深刻な労働力不足に陥ったため、スペインから何千人ものバスク人がリクルートされた。1940年代から1970年代までの間、バスク人はWestern Range Associationとの契約の下にやってきた。現在の国勢調査によるバスク人人口の統計は、19世紀以降のアメリカ合衆国の人口の全体的な増加傾向と比較して著しく低い。アメリカ合衆国全体でバスク地方やスペインに起源をもつ人物が大幅に減少した時代以来、バスク人移民の激しい減少が見られた。自身をバスク人であると定義しているアメリカ合衆国在住の人物の大多数は、19世紀頃に到着した最盛期のバスク人移民の子孫である。
バスク地方出身者の孫である、またはネイティヴアメリカン、アングロ・ヨーロッパ人や他の人種との混血であるなど背景は様々であり、自身をどの程度「バスク人」であるとするかは人によって異なる。現代にアメリカ合衆国にわたったメキシコ系移民でバスク語の姓を持つ人物の数は著しく多く、100万人もの人物が民族的にバスク人かその姓によってバスク系であると自己定義している。

## バスク人クラブ
今日のアメリカ合衆国には約50のバスク人クラブが存在する。ニューヨークのブルックリン区には「バスクの家」(Euzko Etxea)という名のバスク人クラブがある。
1907年には、アメリカ合衆国西部のカリフォルニア州ストックトンでバスク人クラブ創設の努力がなされた。アメリカ合衆国最古のバスク人クラブは、1913年に創設されたセントラル・バスコアメリカーノである。1914年にはユタ州オグデンにバスク人クラブが設立され、1960年にはカリフォルニア州サンフランシスコに初のサスピアク・バット・クラブが設立された。1938年には、カリフォルニア州ベーカーズフィールドのバスク系人がカーン郡バスク人クラブを設立した。直近の国勢調査によれば50州すべてにバスク系人が居住しているが、バスク人クラブがあるのはニューヨーク州、フロリダ州、カリフォルニア州、ネバダ州、アイダホ州、オレゴン州、ユタ州、ワシントン州、ワイオミング州の9州であり、西部に偏っている。しかしバスク人クラブが存在しない州でも、アリゾナ州、コロラド州、コネチカット州、モンタナ州、ニュージャージー州、ニューメキシコ州は比較的多くのバスク系人が居住している。
バスク系アメリカ人のクラブは世界中のバスク人クラブと団結しており、ヨーロッパ全土、カナダ、メキシコ、ボリビア、ペルー、プエルトリコ、チリ、アルゼンチン、オーストラリア、南アフリカ、フィリピンなどのバスク人クラブとアイデンティティを共有している。

## アイダホ州のバスク人

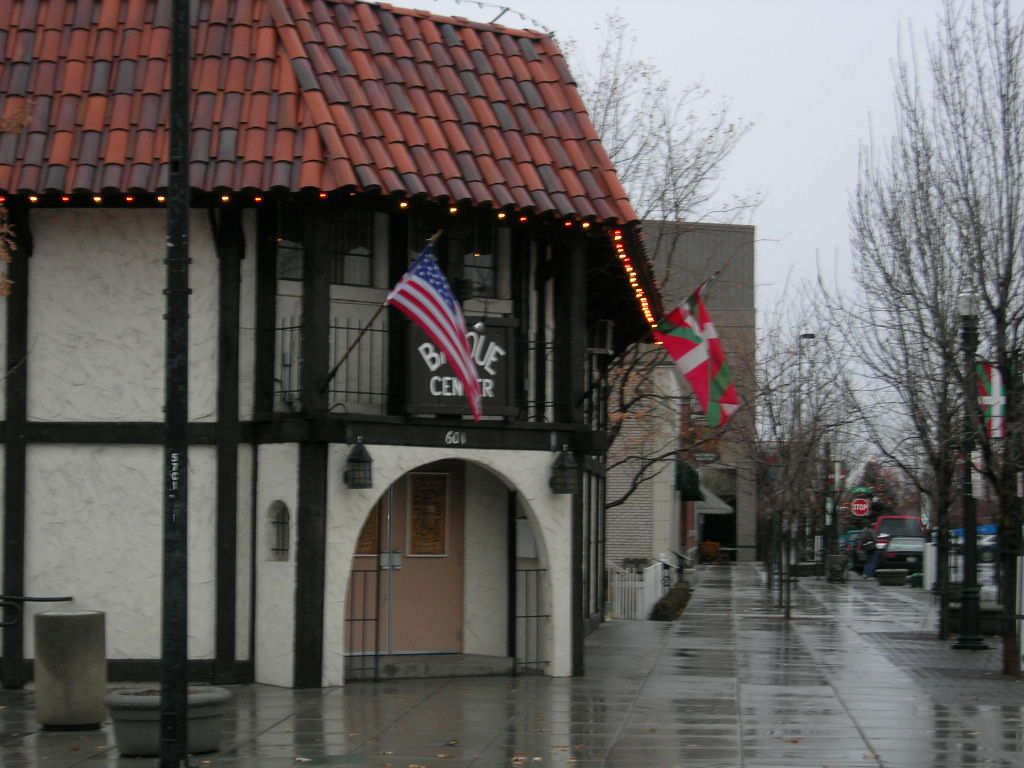
アイダホ州ボイシにあるバスク・センター

アメリカ合衆国北西部にあるアイダホ州は、アメリカ合衆国でもっともバスク人やバスク文化と密接な関係がある州である。特に州都であり最大都市であるボイシでは、その社会機構にバスク人は不可欠な存在である。アイダホ州出身の著名なバスク系人政治家には、長年に渡って州務長官を務めたピート・T・セナルサ（共和党）、セサルナの後任の州務長官であるベン・ユスルサ（共和党）、現ボイシ市長のデヴィッド・H・ビーター（民主党）などがいる。アイダホ州でもっともバスク系人口の多い郡は、ボイシを中心とするエイダ郡である。
1890年にはアイダホ準州の中の一部がアイダホ州に昇格したが、初めてバスク人がアイダホに到達したのは同じ頃である。1912年までに、バスク系アイダホ人の先駆者と考えられている人々、ホセ・ナバーロ、ジョン・アチャバル、ホセ・ベンゴエチェア、ベニート・アレギ、ジョン・エチェバリア、フアン・イリバルなどは、すでにアイダホに土地を有して定住していた。アイダホで銀鉱が発見されるとさらに多くのバスク人が到着し、シルバーシティ（現在はゴーストタウン）などに定住した。直接的に鉱山労働者となった者以外は、牧畜業者になったり、鉱山労働者への牛肉・羊肉製品の販売などに従事した。いくらかの移民はヨーロッパのバスク地方に戻ったが、多くの移民はアイダホ州に残り、後には先達を追って彼らの家族もバスク地方からやってきた。
アメリカ合衆国の国勢調査は1980年までバスク人とスペイン人を区別していなかったため、アイダホ州に達したバスク人移民の正確な人数は明らかにされていないが、アイダホ州に移民したスペイン人の大半は、自身をバスク人であると定義していた。1990年、ボイシはスペイン・バスクのビスカヤ県ゲルニカと姉妹都市提携を結んだ。

## 著名人物
- ラモン・ムスキス – 政治家。メキシコ領テキサス知事。
- ポール・ラシャルト – 政治家。ネバダ州選出上院議員・ネバダ州知事。
- ピート・T・セナルサ – 政治家。アイダホ州州務長官。
- ジョン・ガラメンディ – 政治家。カリフォルニア州副知事（2007年-2009年）。
- ドミンゴ・アメストイ – 銀行家。F&M銀行創設者。
- ジョセフ・A・ウナヌエ – 実業家。ゴヤ・フーズ（英語版）の所有者。
- ジョン・アスクアガ - 実業家。ジョン・アスクアガ・ナゲット・カジノ・リゾートの所有者。
- ジョン・アリリャーガ　- 不動産実業家・慈善家[8]。
- ユージーン・W・ビスカイルス – ロサンゼルス郡保安官。カリフォルニア・ハイウェイ・パトロール（英語版）創設者。
- ジェデッドアイア・スミス - 探検家・罠猟師・毛皮交易者。
- フローレンス・バスカム – 地質学者（女性）。アメリカ地質調査所(USGS)に雇われた初の女性。
- ジョン・エチェメンディ – 哲学者・教育者。スタンフォード大学第12代学長（2000年-現職）[8]
- フランク・ベルゴン – 小説家。バスク系アメリカ人に焦点を当てた4冊の小説を執筆[9]。
- ロバート・ラシャルト – 著作家。
- アール・W・バスカム – 画家・彫刻家。「現代ロデオの父」。
- ホセ・イトゥルビ – 作曲家・指揮者・ピアニスト。
- ジョー・アンソラベエレ - アニメ脚本家・プロデューサー。
- ヘクター・エリゾンド – 映画俳優。
- ゲイラン・ジェリング – 映画俳優。
- デヴィッド・アーチュレッタ – シンガーソングライター。アメリカン・アイドル出身。
- ジミー・ヒューガ – アルペンスキー選手。1964年冬季五輪銅メダル。
- ジム・ララニャガ – カレッジバスケットボール指導者。
- テッド・ウィリアムズ – 野球選手。アメリカ野球殿堂。
- フレンキー・ボルダガライ – 野球選手。
- ベニー・ユキーデ - 武道家。ジャッキー・チェン作品に出演。
- キャムレン・ビコンドヴァ - 俳優。